# Ernesto De Pascale
Carmine Ernesto De Pascale (* 13. Februar 1958 in Florenz; † 13. Februar 2011 in Montevarchi) war ein italienischer Musikjournalist, Radiomoderator, unabhängiger Musikproduzent und Rockmusiker.

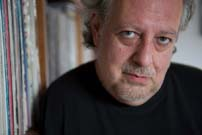
Ernesto De Pascale (2008)

## Leben
De Pascale ging ab 1971 auf das Liceo Classico Dante Alighieri (Humanistisches Gymnasium) in Florenz, bis er wegen Sachbeschädigung von der Schule verwiesen wurde. Bereits als Teenager gründete er seine erste Rockband.
Im Jahr 1980 fing er beim nationalen Rundfunk RAI als Diskjockey an. 1981 brachte seine 1976 gegründete Alternative Country Rockband Lightshine ihr erstes Album heraus. Als 25-Jähriger gründete er 1983 die Rhythm & Blues orientierte New Wave Rockband HypnoDance, die bis 1990 bestand und mehrere Alben vorlegte und 2003–2005 wiedervereinigt wurde.
Von 1982 bis 1995 war er einer der Redakteure und Moderatoren der populären italienischen Musikradiosendung Rai StereoNotte, ein jeweils sechs Stunden langes nächtliches werbefreies Programm von Jazz bis Rockmusik. 1983 war er Mitbegründer des "Independent Music Meeting", einem organisatorischen Zusammenschluss der unabhängigen Indie- Produzenten und Bands. In den Jahren 1984 und 1985 wurde er daran beteiligt, den ersten italienischen reinen Musikfernsehkanal Videomusic aufzubauen. Als Musikjournalist schrieb er für die Tageszeitung La Nazione, die Zeitschriften Rolling Stone, Jam, Musica Jazz, Viva Verdi, Il Blues, Doc Toscana  sowie für die britischen Fachblätter Record Collector und Rocksbackpages.
1990 wurde er Berater für Polygram Publishing, Sugar Music and Best Sound Records. Sein erstes Buch, Bessie's Blues, eine Bessie Smith Biografie, veröffentlichte er 1992. Mit der Nachtsendung Effetto Notte begann er ab 1994 für den größten unabhängigen Radiosender Italia Radio zu arbeiten. Ab 1995 arbeitete er für Controradio Florenz und machte die populäre Radiosendung Il Popolo del Blues. Für Sony Music gab er 1995 die musikhistorische CD-Box This Is My Story - Il Nuovo Blues in Italia heraus. Für die staatliche RAI moderierte er im gleichen Jahr eine Reihe über zeitgenössischen Blues. Im Folgejahr wurde er Musikdirektor des Massa Marittima Folk Blues Festivals.
Seit 1981 produzierte De Pascale mehr als 40 Alben. Die italienische Hip-Hop-Band Articolo 31 entdeckte und förderte er. 1995 gründete er das Independent Record Label Il Popolo del Blues. Drei Jahre später erweiterte er es um das gleichnamige monatliche Onlinemagazin.
Er war von 1995 an Mitglied der Jury des «Premio Ciampi» der Stadt Livorno, einem jährlichen nationalen Wettbewerb der italienischsprachigen Liedermacher.
Nach diversen Musikalben als Bandleader publizierte er 2007 mit Morning Manic Music erstmals ein Soloalbum, gefolgt 2008 von My Land Is Your Land im Duo mit dem britischen Folkrockbassisten Ashley Hutchings. Posthum erschien 2014 das Album Seven songs while the city is sleeping.
De Pascale starb an seinem 53sten Geburtstag im Hospital von Montevarchi, wo er sich von einem kurz zuvor erlittenen Schlaganfall erholen wollte. Er hinterließ eine Ehefrau, Laura Mauric.
Das Amphitheater im Florenzer Cascine Park (Parco delle Cascine) wurde im März 2015 zu Ehren des berühmten Sohns der Stadt Ernesto-De-Pascale-Amphitheater benannt.

## Diskografie
Solo
- 2007: Morning Manic Music, CD Baby
- 2008: My Land Is Your Land (zusammen mit Ashley Hutchings)[9]
- 2014: Seven songs while the city is sleeping (postum, Il Popolo Del Blues)[10]

## Bibliografie
- Bessie's Blues, la vita e le opere. Stampa Alternativa 1992.
- Mondo beat. Fuori Thema, 1993.
- America musica. Fuori Thema, 1994.
- Parole di Notte Verso casa. Erzählungen. Le Pleiadi, 1994.
- Pistoia Blues: le interviste.  Tarab, 1996.
- Il Rock & Roll in Italia, 1956-1960. Pendragon, 2000.